# コナー・ペリフェラル
コナー・ペリフェラル（英: Conner Peripherals）は、パーソナルコンピュータ向けハードディスクドライブを製造していた企業。
1986年、シーゲイト・テクノロジーの創立者の1人フィニス・コナー（Finis Conner）が設立。5.25インチのドライブの容量をもっと小さい3.5インチのドライブで実現する技術を開発中であった John Squires と Terry Johnson の会社とコナー自身の会社の合併によって誕生した。コンパックから資金援助を受けており、コンパックはその後同社の主要顧客となった。
Squires と Johnson の持つ技術力とコナーのマーケティングの才能により、成功を収めた。開発への多額の資金投入よりも顧客満足度向上を第一に考える方針を掲げ、驚異的な成長を遂げた。1990年には、創業から4年で13億3700万ドルの売り上げを記録した。この間、合併や企業買収をしていない。これは、アメリカ合衆国での製造業での最短記録である。
当時、ハードディスクドライブの外側は、四角いボウルあるいはヴォールト型の鋳物に平らな蓋をした構造であった。コナーは逆に平らな底板をベースとして本体を覆う形の蓋をする構造を採用し、機械的安定性を向上させた。プリント基板は底板の下に置かれている。ドライブ内でモトローラの 68HC11 マイクロコントローラを1台使い、独自のリアルタイムオペレーティングシステムを動作させ、モーターの制御とバスインタフェースの管理を行っている。それまでのドライブは、PID制御回路でモーターを制御し、CPUは主にバスインタフェースとステッピングモーターの制御を行い、SCSIサポートにはさらに別のCPUが必要だった。
1993年、コナーは Archive Corporation を買収し、磁気テープ装置の製造も開始した。
1990年代中盤になると、コナー・ペリフェラルはローエンド製品のコスト削減策として、従来アルミニウムの鋳物だった蓋をアルミニウム板のプレス加工に切り替え、ゴム製ガスケットを厚い粘着テープによるシールに切り替えた。蓋と底板は粘着テープで固定されているだけで、ネジを全く使っていない。この方式は、粘着テープがはがれると故障するため、当時のコナー製品は品質が悪いとされていた。
1996年、コナーペリフェラルはシーゲイトに吸収合併された。
フィニス・コナーは別に2つの企業を立ち上げていた。Conner Technology Corporation はインドに組み立て工場を持つ3.5インチのハードディスク製造業者で、低価格の製品をPC製造業者に提供することを目的としていたが、価格を下げることができず1998年に廃業している。Storcard は大容量ICカードの開発を目的とした会社で、ICカードの技術を使った50MBフロッピーディスク媒体を開発したが、量産されることなく終わった。